# 燕山府
燕山府，北宋宣和四年（1122年）改辽朝析津府置。
治所在析津、宛平二县（即今北京城西南隅）。辖境相当今北京市城区及所辖昌平、通州、大兴等区及河北省固安、永清、廊坊、三河等县市，天津市武清、宝坻等县区。
金朝天会三年（1125年）又改名析津府。贞元元年（1153年）改名大兴府。